# Crotalaria ebenoides
Crotalaria ebenoides är en ärtväxtart som först beskrevs av Jean Baptiste Antoine Guillemin och Perr., och fick sitt nu gällande namn av Wilhelm Gerhard Walpers. Crotalaria ebenoides ingår i släktet sunnhampor, och familjen ärtväxter. Inga underarter finns listade i Catalogue of Life.